# Iksu spa

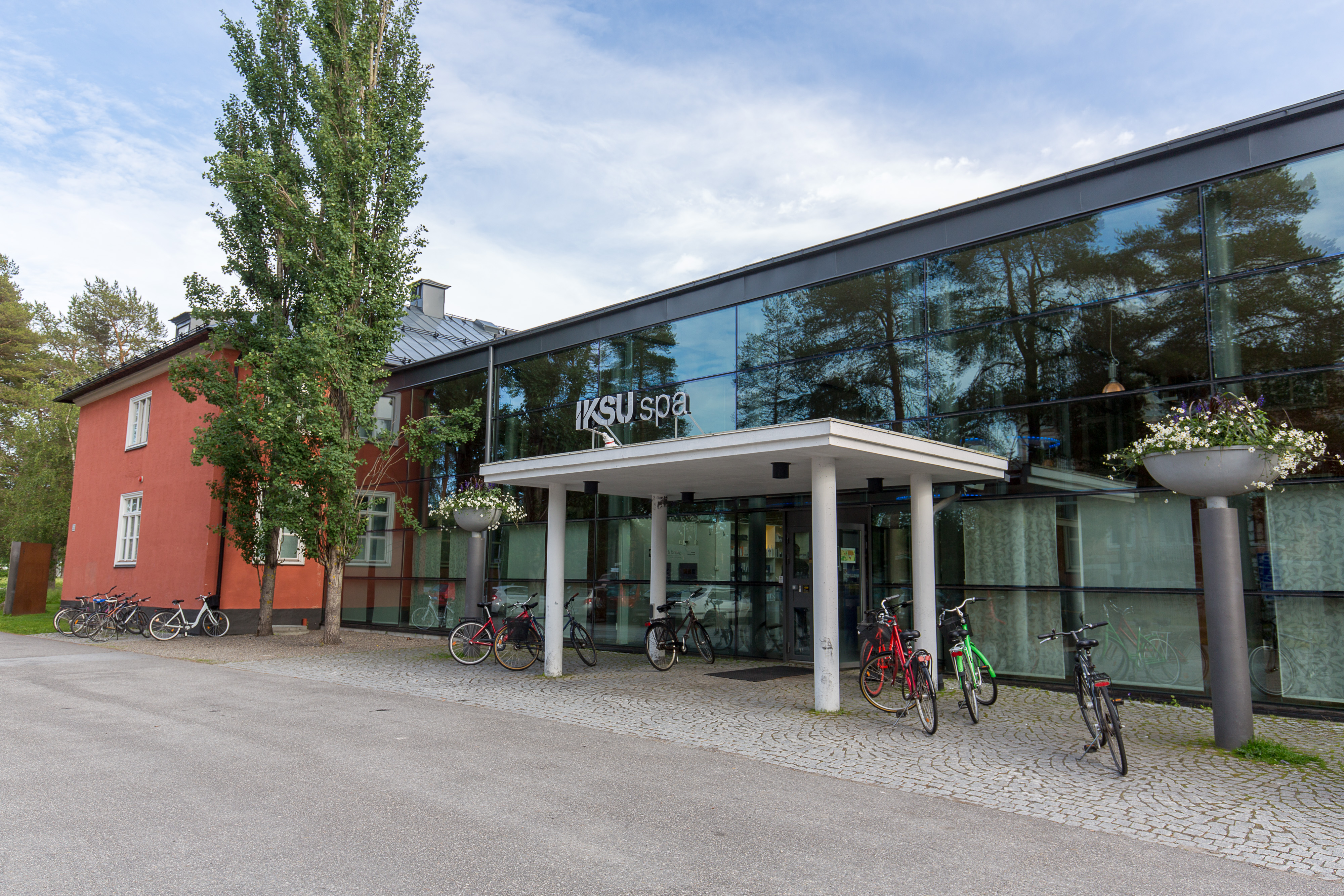
Iksu Spa – entré.

Iksu spa, som invigdes 2003, är en tränings- och spa-anläggning i Umeå som hyrs och drivs av idrottsföreningen Iksu och Iksu Hälsa AB, ett dotterbolag till Iksu.

## Platsen
Anläggningen, som innan ombyggnationen inhyste den gamla toxen (avgiftningen) på mentalsjukhuset Umedalens sjukhus – byggt 1934 efter ritningar av Carl Westman, nedlagt 1986 – är belägen på Umedalen,  Umeås västligaste stadsdel. Vid ombyggnationer 1999 och 2005, ritade av arkitekt Maria Olsson vid White arkitekter i Umeå, utformades en ny entré i form av en glaskub mellan byggnadens båda flyglar, och en större, helglasad tillbyggnad på husets baksida, mot söder.

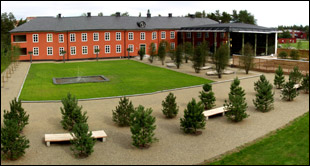

Runt anläggningen finns en park som skapats av den internationellt erkända landskapsarkitekten Ulf Nordfjell  – en park som i sin tur omgärdas av det större parkområdet Umedalen skulptur.

## Verksamheten
Förutom spa-begreppets fyra traditionella ämnen; träning, avspänning, kost och behandling, är konceptet utökat med kultur – med bland annat ett 40-tal konstverk som med jämna mellanrum byts ut av Galleri Andersson Sandström.
Särskilda målgrupper är personer med utmattningssymtom, nack- och ryggproblem samt överviktsproblem. På Iksu spa finns det solsimulator, gruppträning, styrke- och konditionsträning, relaxavdelning med bastu och ångbastu, simbassäng, varma källor och ett ljuscafé.